# Wapen van Heemskerk

Wapen van Heemskerk

Het wapen van Heemskerk werd op 26 juni 1816 bevestigd in gebruik. Het wapen is sinds 1292 al bekend. Gerrit II van Heemskerk (heer van Oosthuizen) stempelde toen met zegels waarop dit wapen voorkomt. 

## Blazoen
De beschrijving van het wapen van Heemskerk luidt als volgt:
Van lazuur beladen met een klimmende leeuw van zilver
Het schild is blauw van kleur met daarop een zilveren klimmende leeuw.

## Verwant wapen

Wapen van Gerrit van Heemskerk van Liesveld (Wapenboek Beyeren)
Wapen van Gerrit van Heemskerk